# Emma (roman)
 For alternative betydninger, se Emma. (Se også artikler, som begynder med Emma)
Emma er en roman af den engelske forfatter Jane Austen. Den blev publiceret første gang i 1816. 
Austen dedicerede romanen til kronprinsen. Romanen er den første, med en heltinde uden økonomiske problemer. Emma er i modsætning til Austens tidligere heltinder forkælet, forfængelig og ikke altid sympatisk.  
Romanen handler om en smuk, klog og rig pige, Emma, der har alt, hvad hjertet kan begære. Hun bor med sin aldrende far og får hyppigt besøg af deres nabo mr. Knightley. Da hun er fuldt tilfreds med sit liv, sætter hun sin energi og begavelse ind på at være kirsten-giftekniv i sin omgangskreds. Trods sin intelligens er Emma ikke altid lige heldig, hvilket hendes veninde Harriet får at føle. Mr. Knightley prøver ihærdigt at råde sin veninde efter bedste evne, men Emma har ofte sine egne ideer og lader sig ikke dirigere af andre. Jo hårdere Emma forsøger at hjælpe, desto værre ser det ud til at blive – også for hende selv til sidst.
Emma er filmatiseret fire gange.
- som BBC tv-serie i 1972 med Doran Godwin, John Carson og Donald Eccles.
- som BBC tv-serie i 1996 med Kate Beckinsale, Samantha Morton og Mark Strong.
- som film i 1996 med Gwyneth Paltrow, Jeremy Northam, Alan Cumming og Toni Collette
- som BBC tv-serie i 2009 med Romola Garai, Jonny Lee Miller og Michael Gambon

| Bog | Spire Denne artikel om bøger og tidsskrifter er en spire som bør udbygges. Du er velkommen til at hjælpe Wikipedia ved at udvide den. |